# Aegle mimetes
Aegle mimetes là một loài bướm đêm trong họ Noctuidae.